# Элеонора Плантагенет
Элеонора Плантагенет, или Элеонора Английская (англ. Eleanor of England, фр. Aliénor d’Angleterre; 1215, Глостер, королевство Англия — 13 апреля 1275, доминиканский монастырь близ Монтаржи, королевство Франция) — английская принцесса из дома Плантагенетов. В первом браке — графиня Пембрук, во втором — графиня Лестер.

## Детство и первый брак
Элеонора была 3-й дочерью короля Англии Иоанна Безземельного и его жены Изабеллы Ангулемской и младшей сестрой короля Англии Генриха III. Имя своё Элеонора получила в честь бабушки, Алиеоноры Аквитанской. Отец принцессы умер, когда девочке был всего 1 год. Регентом и опекуном над малолетним Генрихом III и Элеонорой стал Уильям Маршал, 1-й граф Пембрук. Под его руководством англичане смогли остановить продвижение высадившихся на остров французских войск под командованием наследного принца Людовика (будущего короля Франции Людовика VIII) и вынудить французов покинуть Англию.
23 апреля 1224 года состоялась свадьба Элеоноры Плантагенет со вдовым сыном регента, тоже носившим имя Уильям Маршал, который был старше своей невесты на 25 лет. Бракосочетание состоялось в церкви лондонского Темпла. Так как в это время принцессе едва исполнилось 9 лет, она ещё пять лет, до 1229 года проживала при дворе своего брата, короля Генриха. Затем Элеонора переехала к своему мужу и впоследствии сопровождала его в поездках по Англии, Франции и Ирландии.

## Вдовство и второе замужество
В апреле 1231 года Уильям Маршал умер. Став вдовой в 16 лет, Элеонора в присутствии Эдмунда Рича, архиепископа Кентерберийского, дала обет никогда более не выходить замуж. В связи с тем, что вдовая графиня Пембрук по закону считалась ещё несовершеннолетней, она попала под опеку своего брата, короля Англии. В 1233 году Генрих III принял решение о передаваемом Элеоноре наследстве, как вдове умершего графа Пембрук, которое в результате получилось в 4 раза меньше реального наследства. Такое решение короля послужило основой для многолетней вражды между сестрой и братом.
После смерти своего первого мужа Элеонора проживала в замке Интеберг, в Кенте, а с 1237 года — в замке Одигам, в Гэмпшире. 7 января 1238 года, с согласия короля, Элеонора вновь вышла замуж — за Симона V Монфора, графа Лестера. Венчание состоялось в Вестминстерском аббатстве. Сперва этот брак сохранялся в тайне, так как на него требовалось согласие английских баронов и церкви. Совершив паломничество в Рим, граф Лестер получил от папы подтверждение законности своего брака, несмотря на данный Элеонорой в прошлом обет безбрачия.
После свадьбы первое время Элеонора жила замкнуто, в замке Кенилворт. Её муж некоторое время пользовался расположением короля Генриха, однако в августе 1239 года его положение резко изменилось. Король стал утверждать, что дал своё согласие на его брак лишь потому, что граф Симон соблазнил принцессу. Это гневное утверждение Генриха не имело под собой никакой почвы и было вызвано скорее тем, что Симон, отчаявшись получить назад одолженные Генриху денежные суммы, своевольно занял несколько королевских замков.
Впав в немилость, граф и беременная графиня Лестер вынуждены были спешно бежать во Францию — так, что на острове оставили своего старшего сына Генри. На материке Симон принял участие в крестовом походе, организованном Ричардом Корнуоллским, а Элеонора в это время (1240), оставалась в итальянском городе Бриндизи. Спор между её мужем и братом, в котором принцесса была полностью на стороне мужа, разрешился в 1242 году, и Симон с Элеонорой смогли вернуться на родину. Впрочем, пробыла принцесса в Англии недолго, сопровождая в том же году своего мужа, ушедшего в военный поход во Францию. И далее она всё дольше оставалась во Франции, особенно с 1247 года, когда Симон был назначен королевским сенешалем (наместником) Гаскони. В этот период Элеонора часто посещала двор французского короля Людовика IX и его жены Маргариты Провансской. Подружившись с французской королевской четой, английская принцесса впоследствии использовала её как посредника при разрешении конфликтов со своим братом-королём. Обладая взрывным характером, Элеонора, по свидетельству современников, темпераментом и воинственностью не уступала Генриху III. Особенно длительный характер получила тяжба из-за земельного наследства во Франции, доставшегося Элеоноре от её бабушки, Алиеоноры Аквитанской, и которое было необходимо английскому королю для заключения соглашения с французами. После затяжных переговоров при посредничестве французского короля и денежной компенсации Элеоноре, она отказалась от этого наследства в пользу брата.
В 1254 году граф Симон возглавил мятеж баронов против короля и воевал с Генрихом III вплоть до 1265 года, когда граф Лестер был разбит и пал в битве при Ивешеме. Не подчинившаяся королю и после смерти мужа Элеонора организовала оборону Дуврского замка. Однако эта крепость всё же была взята королевскими войсками под руководством принца Эдварда. После этого всё имущество принцессы в Англии было конфисковано короной, а сама она, вместе с дочерью, отправилась в изгнание во Францию. Но прежде Элеонора отправила во Францию двоих своих сыновей, Ричарда и Амори, с крупной суммой денег, сумев спасти, таким образом, часть своего имущества от конфискации. По личной просьбе французского короля Людовика IX, в 1267 году Генрих III возвратил Элеоноре часть её владений в Англии.
Последние годы жизни Элеонора Плантагенет провела в доминиканском женском монастыре, основанном её золовкой Амицией де Монфор близ города Монтаржи. Похоронена в Монтаржи.
В своём первом браке Элеонора осталась бездетной; во втором, от Симона V де Монфора, родила 7 детей, пять мальчиков и двух девочек.